# Insula Reichenau
Insula monahală Reichenau este cea mai mare insulă de pe Lacul Bodensee (în română lacul Constanța), în landul Baden-Württemberg, Germania. 

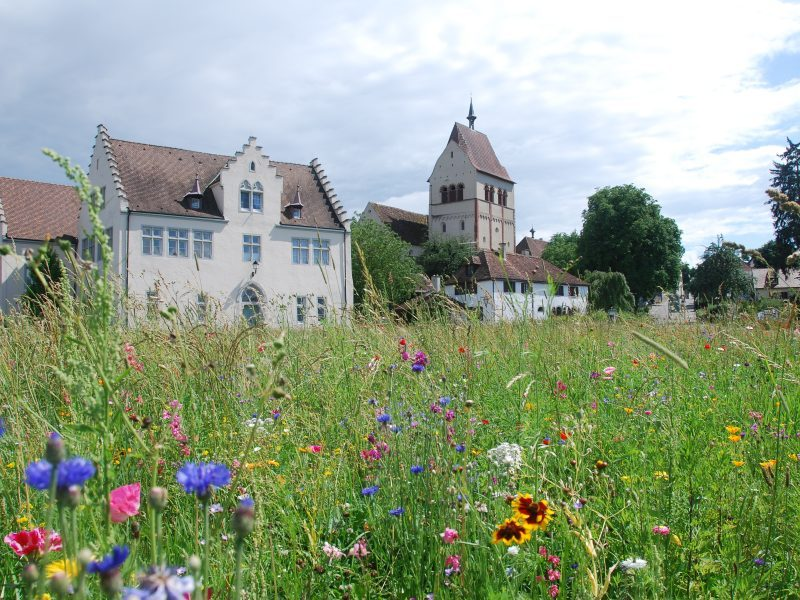
Mănăstirea Reichenau

Insula (cu lăcașurile de cult monahale) a fost înscrisă în anul 2000 pe lista patrimoniului cultural mondial UNESCO.